# بواتنج هاوكيب
بواتنج هاوكيب (9 سبتمبر 1991 في الهند - ) هو لاعب كرة قدم هندي في مركز الوسط. لعب مع نورث إيست يونايتد وShillong Lajong FC ‏.

## روابط خارجية
- بواتنج هاوكيب على موقع قاعدة بيانات كرة القدم.إي يو (الإنجليزية)
- بواتنج هاوكيب على موقع Soccerway.com (الإنجليزية)